# Le Blanc-Mesnil
 Le Blanc-Mesnil es una comuna (municipio) de Francia, en la región de Isla de Francia, departamento de Sena-San Denis, en el distrito de Le Raincy. La comuna forma por sí sola el cantón homónimo.
No está integrada en ninguna Communauté d’agglomération.

## Demografía
| 120 | 63 | 83 | 81 | 95 | 109 | 128 | 119 | 109 | 105 | 138 | 128 | 156 | 166 | 170 | 165 | 170 | 213 | 978 | 1 770 | 3 932 | 10 688 | 19 343 | 21 660 | 18 277 | 25 363 | 35 708 | 48 487 | 49 107 | 47 037 | 46 956 | 46 936 | 50 910 |
| Para los censos de 1962 a 1999 la población legal corresponde a la población sin duplicidades (Fuente: INSEE [Consultar]) |    |    |    |    |     |     |     |     |     |     |     |     |     |     |     |     |     |     |       |       |        |        |        |        |        |        |        |        |        |        |        |        |

Forma parte de la aglomeración urbana parisina.